# Cavalleria rusticana (film 1924)
Cavalleria rusticana è un film del 1924 diretto da Mario Gargiulo.